# Aktedrilus knoellneri
Aktedrilus knoellneri är en ringmaskart som beskrevs av Erséus 1987. Aktedrilus knoellneri ingår i släktet Aktedrilus och familjen glattmaskar. Inga underarter finns listade i Catalogue of Life.